# Luis Alejandro Maldonado Hernández
Luis Alejandro Maldonado Hernández, més conegut com a Alexis, és un exfutbolista canari. Va nàixer a Las Palmas el 8 de gener de 1972. Ocupava la posició de defensa.

## Trajectòria
Va debutar a primera divisió a la temporada 91/92, tot jugant un encontre amb el CD Tenerife.